# Lodní výtah

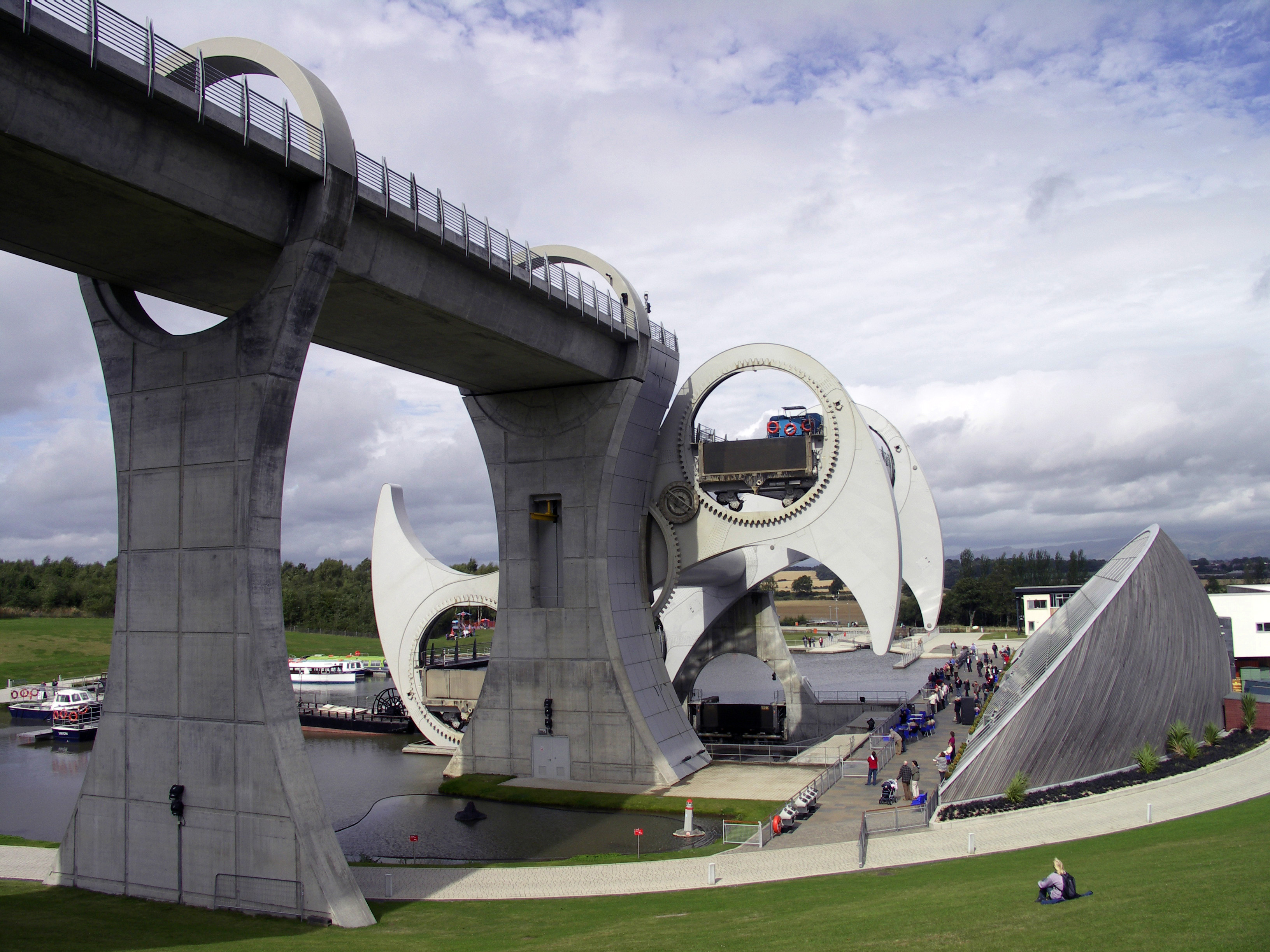
Lodní výtah Falkirk Wheel

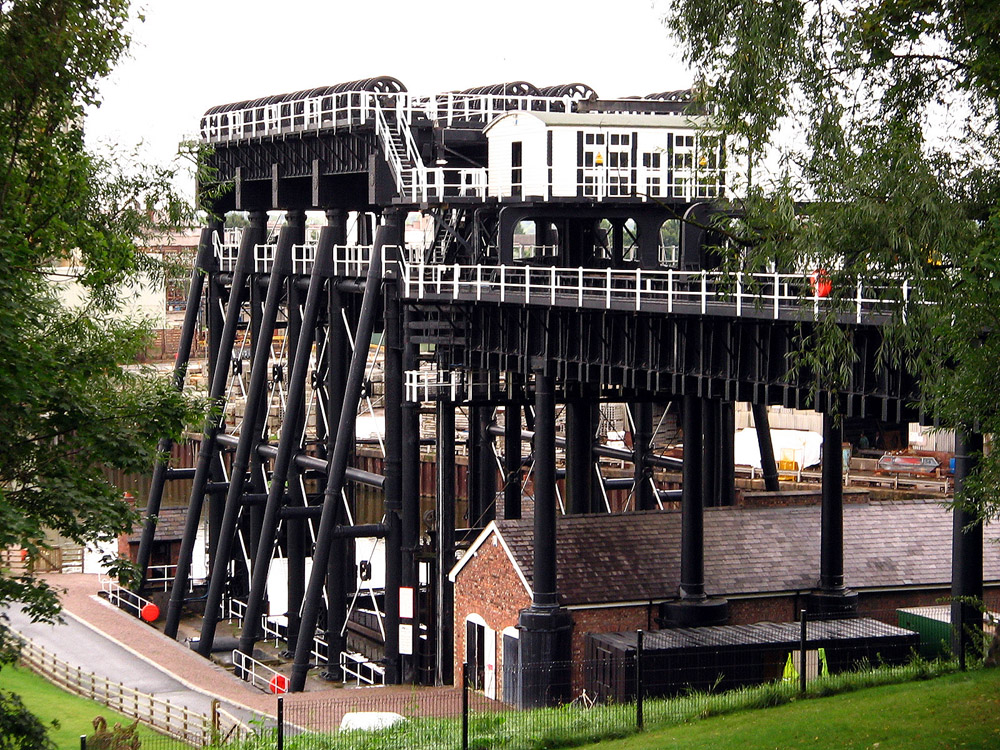
Andertonský lodní výtah

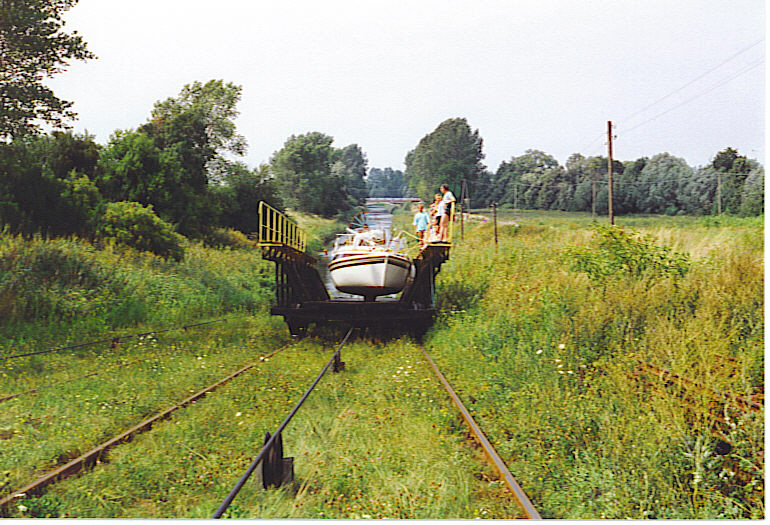
Kolejový lodní výtah (Elblag-Ostroda, Polsko)

Lodní výtah neboli lodní zdvihadlo je specializované technické zařízení z kategorie zdvihadel, umožňující lodím překonání výškového rozdílu mezi dvěma v různé výšce položenými úseky vodní cesty. Používá se pro překonání velkých spádů, kde by klasická plavební komora byla stavebně a technicky náročná nebo by měla příliš velkou potřebu proplavovací vody.
Hranice výškového rozdílu, pro který je výhodnější místo plavební komory použít lodní zdvihadlo, se postupem času zvyšovala, díky pokroku v konstrukci plavebních komor a zvětšování parametrů plavidel. V období starých anglických průplavů byla budována zdvihadla nejčastěji s rozdílem hladin nad 10 metrů (výjimečně 3,6 metru experimentální lodní zdvihadlo Tardebiggie), v současnosti je uznávána hranice výhodnosti lodních zdvihadel pro spády nad zhruba 25 až 30 metrů (prokázáno výzkumem při projektování Labského laterálního průplavu).

## Princip lodního zdvihadla
Hlavní částí lodního zdvihadla je uzavíratelný dopravní žlab (vana), pohybující se po vodící dráze a zvedaný zvedacím mechanismem. Hmotnost dopravního žlabu, naplněného vodou, dosahuje řádově stovek až tisíců tun, takže většinou není zvedán přímo, ale využívá se principu vyvážení žlabu pomocí protizávaží o stejné hmotnosti. (Například princip kladky, obdobně jako u klasického výtahu). Při vyvážení dopravního žlabu zdvihadla je navíc elegantně využito Archimédova zákona.
Loď vplouvající do žlabu lodního zdvihadla naplněného vodou z něj totiž vytlačí přesně tolik vody, kolik sama váží. Výsledkem je, že dopravní žlab má vždy stejnou hmotnost, ať je v něm plně naložená loď, prázdná loď nebo ať je bez lodi. To umožňuje velice přesně určit hmotnost protizávaží a mechanickou soustavu dopravní žlab – protizávaží trvale velice přesně vyvážit.
Lodní zdvihadla jsou tedy neobyčejně energeticky úsporná zařízení, protože k vyzvednutí dopravního žlabu s proplavovanou lodí do horní polohy pak stačí pouze energie k překonání tření zvedacího mechanismu a samotný dopravní žlab s lodí je vyzvednut jen tíhou protizávaží. V praxi ohrožuje vyvážení soustavy riziko úniku vody z dopravního žlabu, dynamické účinky rozhoupané hladiny vody ve žlabu a řada dalších faktorů. Proto bývají pohonné mechanismy z bezpečnostních důvodů předimenzovány, aby takovéto situace silově zvládly, ale jejich energetická náročnost v běžném provozu je skutečně, vzhledem k hmotnosti přepravovanému nákladu, velmi nízká.
Podmínkou výše popsané úspornosti je, že přepravovaná loď v dopravním žlabu plave. Při přepravě nasucho (některá zdvihadla pro malá plavidla) se Archimédův zákon neuplatní, hmotnost dopravního žlabu je závislá na hmotnosti lodi a přesné vyvážení protizávažím není možné.

## Typy lodních zdvihadel
V zásadě se používají dva typy lodních zdvihadel, svislá a šikmá. Existuje ale několik dalších zajímavých konstrukcí:

### Svislé lodní zdvihadlo
Jedná se o zdvihadlo se svislou vodící dráhou, kde výškový rozdíl hladin překonává dopravní žlab s proplavovanou lodí svislým vyzvednutím do horní polohy. Podle konstrukce zvedacího mechanismu rozlišujeme základní tři typy svislých lodních zdvihadel.
- Pístové lodní zdvihadlo – Vždy se jedná o dvojitá lodní zdvihadla, tedy zdvihadla se dvěma dopravními žlaby, které se navzájem vyvažují díky fyzikálnímu principu spojených nádob. Každý dopravní žlab je podpírán pístem, pohybujícím se v hydraulickém válci zapuštěném v zemi pod zdvihadlem. Hydraulické válce jsou pod písty naplněny vodou a navzájem propojeny pomocí uzavíratelného ventilu. I zde se uplatňuje Archimedův zákon a pro pohon zdvihadla stačí mírně přetížit dopravní žlab v horní poloze, například připuštěním vody. Rychlost zdvihu je pak regulována pomocí spojovacího ventilu, kterým se řídí přetékání vody mezi písty.
  - Stavěna v letech 1875 až 1917, postaveno celkem 8 zdvihadel, alespoň 6 jich je stále v provozu.
  - V současnosti se výstavba dalších pístových zdvihadel neplánuje.
  - Příkladem takového zdvihadla je Andertonský lodní výtah ve Spojeném království.

- Plovákové lodní zdvihadlo – Dopravní žlab je připevněn na dvou svislých plovácích, umístěných v šachtách v zemi pod zdvihadlem, naplněných vodou. Výtlak plováků přesně odpovídá hmotnosti dopravního žlabu a žlab tak na nich vlastně plave. Pro pohyb z dolní polohy vzhůru pak stačí dopravní žlab odlehčit, například odpuštěním části vody, a ten je pak vztlakem plováků vyzvedáván do horní polohy. Zajímavostí je, že žlab je ve vratké poloze a jeho stabilita je zajišťována vodící drahou.
  - Stavěna v letech 1899 až 1962, postavena celkem 3 zdvihadla, 2 jsou stále v provozu. Dvě zdvihadla u Magdeburgu nebyla dokončena.
  - V současnosti se výstavba dalších plovákových zdvihadel neplánuje.
  - Příkladem takového zdvihadla je zdvihadlo Rothensee nedaleko Magdeburgu v Německu.

- Svislé lodní zdvihadlo s protizávažím – Principiálně podobné klasickému výtahu. Dopravní žlab je s protizávažím, nejčastěji betonovými bloky, propojen pomocí ocelových lan zavěšených na soustavu kladek. I zde se využívá přesného vyvážení dopravního žlabu protizávažím, díky využití Archimedova zákona. Výhodou oproti ostatním typům svislých zdvihadel je odpadnutí potřeby svislé šachty v zemi s hloubkou odpovídající výšce zdvihu zdvihadla. Naproti tomu jeho konstrukce nese krom žlabu i protizávaží, takže musí být dimenzována na dvojnásobek hmotnosti dopravního žlabu.
  - První prototyp roku 1809. Staví se od roku 1907 do současnosti. Postavena celkem 4 zdvihadla, 3 jsou stále v provozu a 2 jsou rozestavěna (zdvihadlo Tři Soutěsky, 2009 a nové zdvihadlo Niederfinow, 2012).
  - Perspektivní typ lodních zdvihadel, navržený pro všechna v současnosti plánovaná lodní zdvihadla.
  - Příkladem takového zdvihadla je na kanále du Centre v Belgii.

### Šikmé lodní zdvihadlo

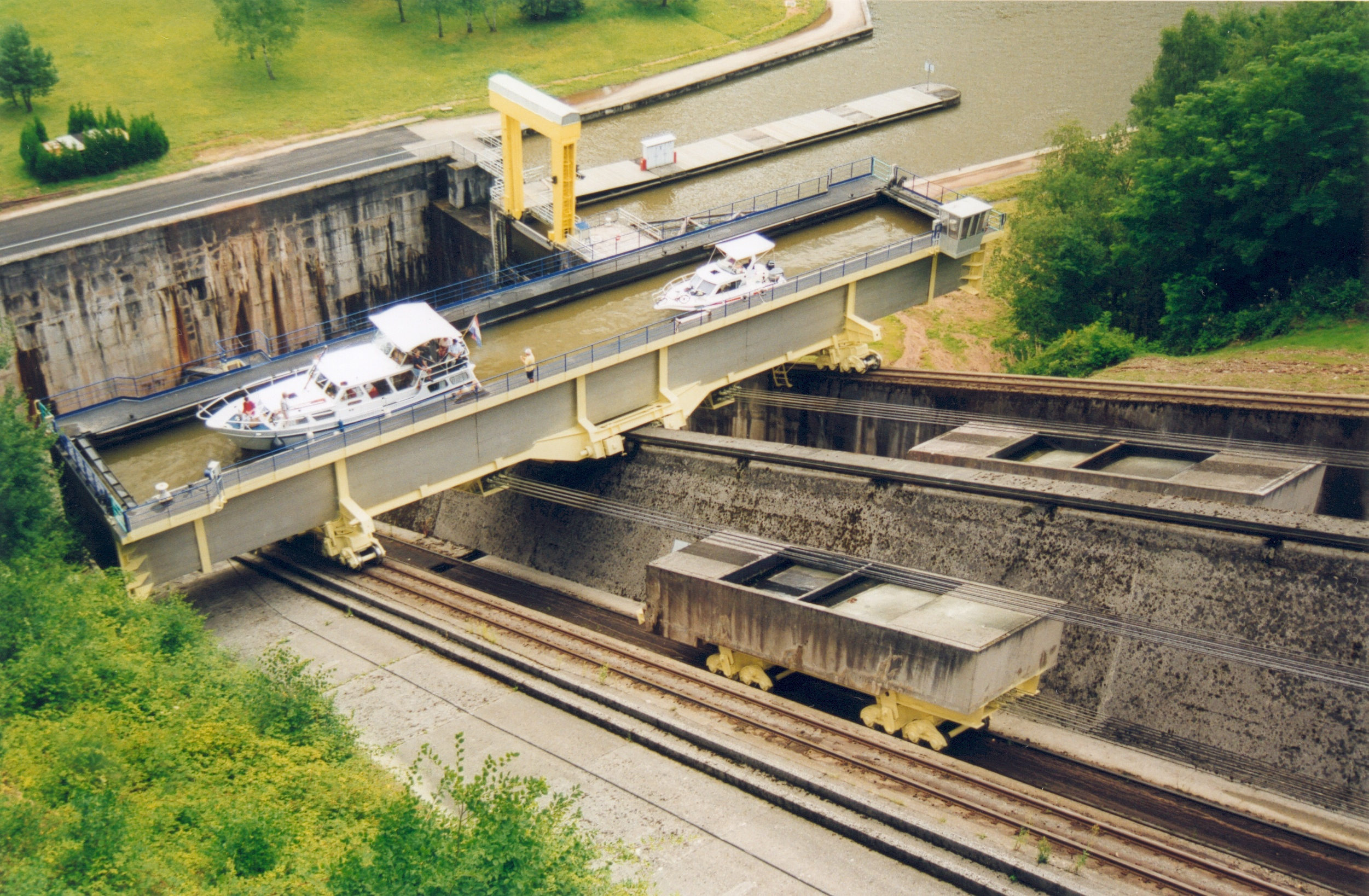
Kolejový komorový lodní výtah (kanál Marna–Rýn)

Je v principu kolejová pozemní lanová dráha, po jejíž kolejišti se pohybuje dopravní žlab přepravující loď. Výhodou šikmých zdvihadel je lepší přizpůsobení dráhy zdvihadla morfologii terénu, bez potřeby hlubokých zářezů a dlouhých průplavních mostů, jako u zdvihadel svislých. Zásadní nevýhodou je horizontální složka pohybu žlabu, která způsobuje rozkývání hladiny v dopravním žlabu a riziko nárazu lodi do jeho stěn. Tomu se předchází velice pozvolným rozjezdem a brzděním žlabu, což značně prodlužuje dobu proplavení a snižuje dopravní kapacitu zdvihadla.
Podle uložení dopravního žlabu rozeznáváme v zásadě dva typy těchto zdvihadel:
- Šikmé zdvihadlo s příčně uloženým žlabem – Dopravní žlab respektive proplavovaná loď je uložena kolmo vzhledem ke kolejím zdvihadlové dráhy. Ta pak svou šířkou odpovídá délce dopravního žlabu, což vede k velkému záboru plochy. Velkou výhodou je téměř libovolně volitelný sklon dráhy, což umožňuje lepší přizpůsobení stávajícímu terénu.
  - Pro malá plavidla byla celkem hojně rozšířena. Někdy i s přepravou lodí na nasucho. Ve 20. století postaveno jedno (je stále v provozu) a jedno je plánováno (Slapy, 2012).
  - Není považováno za perspektivní. Kvůli potřebné šířce dráhy zdvihadla prakticky nepoužitelné pro větší typy lodí.
  - Příkladem je lodní zdvihadlo Arzviller na kanálu Rýn-Marna, Francie.

- Šikmé zdvihadlo s podélně uloženým žlabem – Dopravní žlab je uložen podélně na kolejové dráze zdvihadla, (tedy všechny podvozky na jedné straně žlabu pojíždějí po stejné koleji). Výhodou je výrazně menší šířka kolejové dráhy, odpovídající pouze šířce dopravního žlabu. Nevýhodou je omezení maximálního sklonu dráhy kvůli délce na ní vodorovně uloženého dopravního žlabu. Některá zdvihadla u vysokých vodních děl mají horní stanici řešenou pomocí točny, na kterou je dopravní žlab z dolní vody vytažen, spolu s točnou otočen o 180 stupňů a spuštěn po druhé kolejové dráze do horní vody. Výhodou tohoto řešení je nezávislost na kolísání hladiny v horní vodě.
  - Ve 20. století postavena 2 zdvihadla pro velké lodě, obě fungují dodnes a 1 menší nedostavěné se plánuje dokončit (Orlík, 2012)
  - Není považováno za perspektivní kvůli nízké přepravní kapacitě.
  - Příkladem zdvihadla s klasickou horní stanicí je lodní zdvihadlo Ronquieres, Průplav Brusel-Charleroi, Belgie.
  - Příkladem zdvihadla s točnou v horní stanici je lodní zdvihadlo Krasnojarsk, přehrada Krasnojarsk na řece Jenisej, Rusko.

### Ostatní typy zdvihadel
Unikátní konstrukci má lodní výtah Falkirk Wheel ve Skotsku, který ke zdvihu lodí využívá komory umístěné na koncích mohutného rotoru – lodě jsou vertikálně přesouvány jeho otáčením.
Další zajímavou konstrukcí je vzdouvací žlab. Jedná se o šikmý betonový žlab, kde je loď přepravována ve vodním klínu za stavidlem, posunovaným vzhůru dvojicí lokomotiv. Lodní zdvihadlo Fonserannes, Canal du Midi, Francie.

## Nej v oboru lodních zdvihadel
- Nejstarší lodní zdvihadlo – zdvihadlo Ketley z r. 1788.[3] Průplav Ketley, Anglie. Dvojité šikmé zdvihadlo s přepravou lodí nasucho. Čluny o rozměrech 5,8 × 1,8 metru s nosností 5 tun. Překonávaný spád 21,3 metrů.

- Zdvihadlo s nejvyšším překonávaným spádem – zdvihadlo Tři Soutěsky z r. 2009.[4] Přehrada Tři soutěsky, řeka Jang-c’-ťiang, Čína. Svislé lodní zdvihadlo s protizávažím, překonávaný spád až 113 metrů, pro lodě o rozměrech 120 × 18 metrů, s ponorem 3,5 metru a nosností 3000 tun.

- Zdvihadlo s nejnižším překonávaným spádem – experimentální zdvihadlo Tardebiggie z r.1809. Průplav Worcester and Birmingham, Anglie. Svislé lodní zdvihadlo s protizávažím, překonávaný spád 3,6 metrů, pro lodě o rozměrech 21,8 × 2,4 metrů, s ponorem 1,4 metru a nosností 40 tun. V provozu do roku 1815